# Chartreuse (color)
El cartujo o chartreuse (en francés, ‘cartuja’) es un color que puede variar del verde amarillo al amarillo grisáceo, es claro y de saturación variable, que corresponde específicamente a la coloración del licor homónimo, elaborado por los monjes cartujos del monasterio de la Gran Cartuja de Saint-Pierre-de-Chartreuse, en Isère, Francia, con plantas aromáticas y jarabe de azúcar.
El color cartujo está comprendido en el acervo iconolingüístico de la cultura francesa.

## Variedad
Otros tonos de chartreuse:
|           | Chartreuse (cartujo) | Chartreuse tradicional | Chartreuse acuarela |
| HTML      | #C4C574              | #DFFF00                | #C6BD34             |
| RGB       | (196, 197, 116)      | (223, 255, 0)          | (198, 189, 52)      |
| HSV       | (61°, 41 %, 77 %)    | (67°, 100 %, 100 %)    | (56°, 73 %, 77 %)   |
| Protocolo | [ 2 ]                | [ 3 ]                  | [ 4 ]               |

Color web
El chartreuse web que se muestra arriba es uno de los colores HTML establecidos por protocolos informáticos para su uso en páginas web. En programación es posible invocarlo por su nombre, además de por su valor hexadecimal. Véase colores web.
|           | Chartreuse          |
| HTML      | #7FFF00             |
| RGB       | (127, 255, 0)       |
| HSV       | (90°, 100 %, 100 %) |
| Protocolo | X11                 |

## Galería

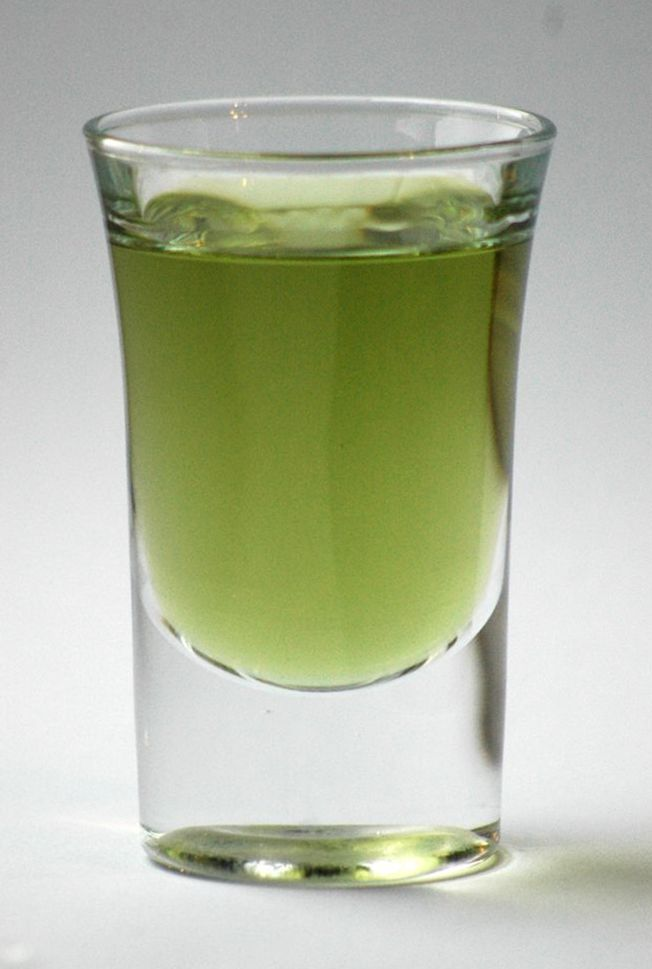
Vaso de chartreuse
Bandera de Granada
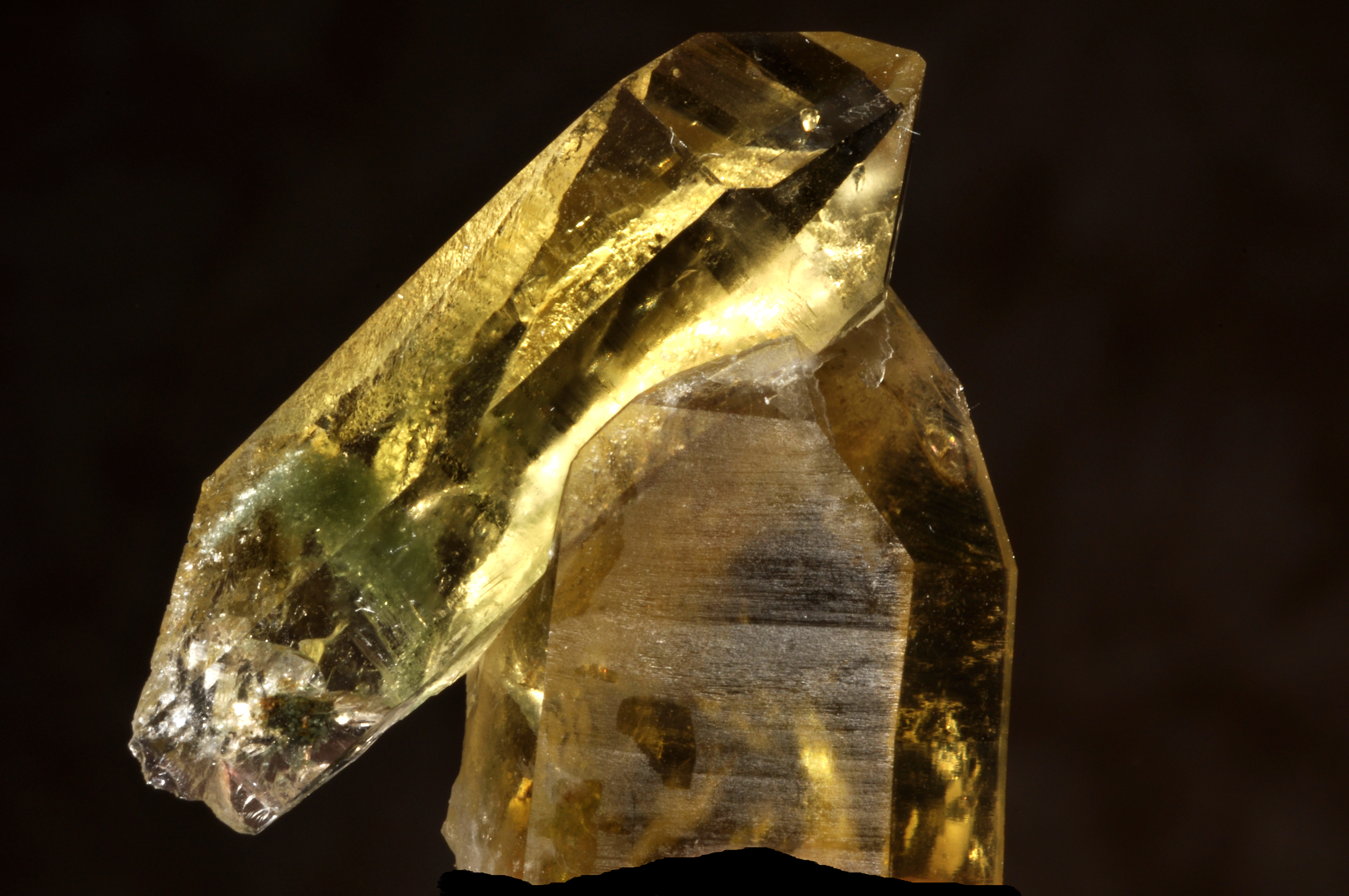
Cuarzo citrino